# Canthon aequinoctialis
Canthon aequinoctialis är en skalbaggsart som beskrevs av Edgar von Harold 1868. Canthon aequinoctialis ingår i släktet Canthon och familjen bladhorningar. Inga underarter finns listade.